# یوناس اوربیش
یوناس اوربیش (انگلیسی: Jonas Urbig؛ زادهٔ ۸ اوت ۲۰۰۳) بازیکن فوتبال اهل آلمان است که در حال حاضر برای باشگاه فوتبال بایرن مونیخ بازی می‌کند.
وی همچنین در تیم‌های ملی فوتبال زیر ۱۷، ۱۸، ۱۹، ۲۰ و ۲۱ سال آلمان بازی کرده است.

## زندگی شخصی
یوناس اوربیش در ۸ اوت ۲۰۰۳ در اویسکیرشن در ایالت نوردراین-وستفالن آلمان به دنیا آمد. والدین او مارتینا و کورت اوربیش هستند که به عنوان دروازه‌بان برای باشگاه فوتبال آماتور اویسکیرشن بازی کرده است.

## دوران باشگاهی
او پس از شرکت در یک تست در باشگاه فوتبال کلن، در سال ۲۰۱۲ به آکادمی جوانان این باشگاه پیوست. او به بازی در تمام تیم‌های جوانان کلن ادامه داد. در ژانویه ۲۰۲۳، او با قراردادی قرضی به باشگاه حاضر بوندس‌لیگا ۲ یان رگنسبورگ پیوست. او اولین حضور حرفه‌ای خود را در شکست ۲–۰ مقابل دارمشتات ۹۸ تجربه کرد و به دروازه‌بان اصلی رگنسبورگ تبدیل شد. او در پایان فصل ۲۰۲۲–۲۳ به باشگاه اصلی خود بازگشت پس از اینکه رگنسبورگ نتوانست از سقوط به لیگا ۳ جلوگیری کند.
در ژوئیه ۲۰۲۳، باشگاه اعلام کرد که اوربیش قرارداد خود را تا ۲۰۲۶ تمدید کرده و به مدت یک سال به باشگاه گروتر فورث قرض داده خواهد شد.
در ۲۷ ژانویه ۲۰۲۵، اوربیش قراردادی چهار سال و نیمه با بایرن مونیخ امضا کرد. در ۵ مارس، او در دور حذفی لیگ قهرمانان اروپا اولین بازی خود را انجام داد و به عنوان تعویضی به‌جای مانوئل نویر وارد زمین شد و در پیروزی خانگی ۳–۰ مقابل بایر لورکوزن دروازه‌اش را بسته نگه داشت.